# Isabel Carmona de Serra
Isabel Carmona de Serra (San Fernando de Apure, Apure, Venezuela, 20 de enero de 1930) es una política y abogada venezolana. Ha sido militante del partido política Acción Democrática, participando en la huelga de estudiantes y luchando en la clandestinidad durante la dictadura de Marcos Pérez Jiménez, cuando fue encarcelada dos veces. Isabel Carmona ha sido diputada al Congreso Nacional y miembro del Parlamento Latinoamericano, además de integrante del Frente Nacional de Mujeres y organizadora del Congreso Venezolano de Mujeres de 1975. Actualmente es presidenta de Acción Democrática.

## Primeros años
Hija de los agricultores Andrés Carmona y Aurora Borjas, Isabel Carmona nació en la hacienda ¨La Josefina¨, en las vegas bajas del río Apure. Se mudó muy joven a Caracas, donde cursó todos sus estudios primarios.

## Vida política
Durante la dictadura de Marcos Pérez Jiménez compartió la actividad política con los estudios de Derecho, participando activamente en la huelga de los estudiantes y luchando en la clandestinidad contra su gobierno con el seudónimo de "Lydia".
Luego de ser encarcelada, Isabel Carmona obtuvo el reconocimiento de los líderes de la resistencia del partido Acción Democrática Leonardo Ruiz Pineda, Simón Sáez Mérida y Alberto Carnevalli. Posteriormente se casó con el periodista Pedro Serra Piñerúa. A los 24 años es detenida nuevamente y recluida en la Cárcel de Mujeres de Los Teques, donde el 3 de noviembre de 1957 nació su tercer hijo Luis Carlos Serra Carmona, quien vivió seis meses en la prisión. Para entonces su esposo también se encontraba preso, en la Cárcel de Ciudad Bolívar.
Isabel Carmona continuaría militando en Acción Democrática, donde integró el buró juvenil del partido. En 1960 fue una de los 200 miembros del buró que firmó el documento conocido como Tesis doctrinaria, donde critican la política del presidente Rómulo Betancourt, de su mismo partido, y es entregado a la prensa por los dirigentes juveniles Domingo Alberto Rangel, Gumersindo Rodríguez y Rafael José Muñoz
En 1961 se graduó en derecho en la Universidad Central de Venezuela (UCV); el mismo año fue firmante de la constitución venezolana de 1961. Isabel Carmona ocuparía el cargo de diputada al Congreso Nacional por el estado Apure en dos periodos,
En mayo de 1975 organizó el Congreso Venezolano de Mujeres, realizado en Caracas y presidido por Helena Fierro y primera mujer presidenta de la Corte Suprema de Justicia, junto con Elia Borges de Tapia, Margot Boulton de Bottome, Olga Luzardo, Haydée Castillo, Argelia Laya, Raquel Reyes, Tecla Tofano, Esperanza Vera y Elizabeth Farías. Isabel Carmona de Serra también ha sido miembro del Frente Nacional de Mujeres. Ha continuado militando en Acción Democrática, donde además de ser miembro del buró juvenil inicialmente, posteriormente fue asesora del buró femenino del partido. Años después se desempeñaría como presidenta de Acción Democrática.